# Xanthopimpla laticeps
Xanthopimpla laticeps là một loài tò vò trong họ Ichneumonidae.